# Andrew Loog Oldham
Andrew Loog Oldham (Londres, 29 de janeiro de 1944) é um produtor Inglês registro, gerente de talentos, empresário e autor. Ele foi gerente e produtor de The Rolling Stones entre 1963-1967, e era conhecido por seu estilo extravagante.